# نباض الأشعة السينية الشاذة
نباض الأشعة السينية الشاذة إن مصدر طاقة نبضات الأشعة السينية الشاذة كان لغزا لعلماء الفلك- وبالتالي فإن مصطلح الشاذة موجود في أسماء هذة النجوم. ويعتقد الآن وعلى نطاق واسع أن نباض الأشعة السينية الشاذة (بالإنجليزية: Anomalous X-ray pulsar)‏ عبارة عن نجوم مغناطيسية شابة، معزولة، نجم نيتروني مغناطيسي للغاية.وتتميز نبضات الأشعة السينية النشطة هذه ببطء فترات دورانها حيث تترواح بين ~2–12 ثانية.وتمتلك حقول مغناطيسية كبيرة ~1013–1015 غاوس (1 إلى 100 جيغاتسلاس).
(اعتبارا من عام 2009) هناك 9 نباضات بالأشعة السينية الشاذة معروفة ونجم واحد مرشح ليكون نباض بالأشعة السينية الشاذة.
وكان الدافع وراء تحديد نبضات الأشعة السينية الشاذة مع المغناطيسات تشابهها مع فئة أخرى غامضة من المصادر، وهي مرددات أشعة جاما اللينة.
| وفيما يلي قائمة بمرشحي نبضات الأشعة السينية الشاذة وفترة دورانها المقدرة بالثواني، اعتبارا من عام 2003: |      |  |
| AXP 1E 2259+586                                                                                         | 6.98 |  |
| AXP 1E 1048-59                                                                                          | 6.45 |  |
| AXP 4U 0142+61                                                                                          | 8.69 |  |
| AXP 1RXS 1708-40                                                                                        | 11.0 |  |
| AXP 1E 1841-045                                                                                         | 11.8 |  |
| AXP AXJ1844-0258                                                                                        | 6.97 |  |
| AXP CXJ0110-7211                                                                                        | 5.44 |  |
| يرجى ملاحظة أن الأسماء الثاني والرابع والأخير تم اختصارها                                               |      |  |

## روابط خارجية
- Meissner Effect in Quark Stars (جامعة كالجاري)
- "Magnetars"  (ورقة من مداولات مؤتمر آذار / مارس 1995، الاستخدام الأول لمصطلح «نباض الأشعة السينية الشاذة» واقتراح أن نباضات الأشعة السينية الشاذة هي مغناطيسات.)